# Venera 4
Venera 4 (ryska: Венера-4) var en sovjetisk rymdsond i Veneraprogrammet. Rymdsonden sköts upp den 12 juni 1967, med en Molnija-M-raket. Farkosten påbörjade landningsförsöket den 18 oktober 1967.
Under färden ner genom Venus atmosfär steg temperaturen på farkostens värmesköld till 11 000 °C, och under en period utsattes farkosten för 300 G. På 52 km höjd fälldes fallskärmen ut och rymdsonden började sända data till jorden. På 26 km höjd förlorade man kontakten med rymdsonden.
Innan man tappat kontakten med sonden hade den bland annat uppmätt att temperaturen på 52 km höjd var 33 °C och att trycket var 1 atmosfär. På 26 km höjd var temperaturen 262 °C och trycket 22 atmosfärer.

### Fotnoter
1. ↑  ”NASA Space Science Data Coordinated Archive” (på engelska). NASA. https://nssdc.gsfc.nasa.gov/nmc/spacecraft/display.action?id=1967-058A. Läst 26 mars 2020.